# Samos (Galicien)
Samos ist ein Ort am Jakobsweg in der spanischen Provinz Lugo der Autonomen Gemeinschaft Galicien.

## Geschichte

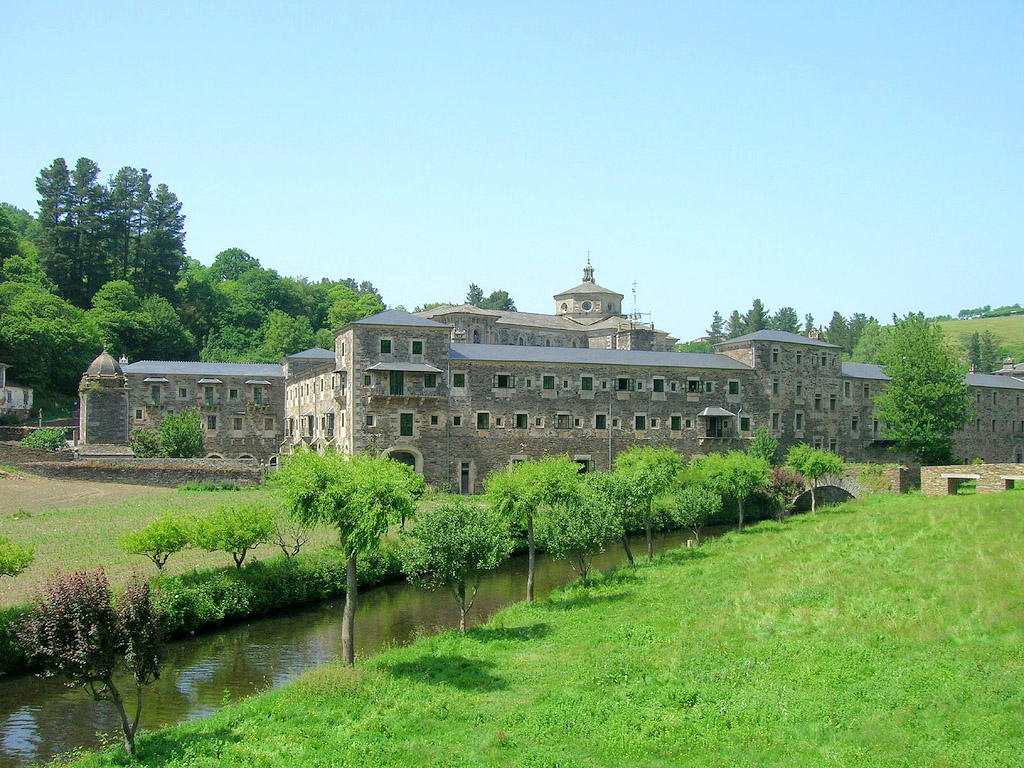
Kloster San Xulián de Samos

Samos' Geschichte ist aufs engste mit dem Kloster verbunden, weil der Ort um das Kloster San Xulián y Basilisa de Samos entstand. Dessen Gründung soll auf Martin von Braga zurückgehen, der in der westgotischen Epoche der iberischen Halbinsel die Abkehr vom Arianismus vorantrieb. Der Name Samos kommt von Samanos, das möglicherweise einen Ort bezeichnete, der von einer religiösen Gemeinschaft bewohnt war. Um 714 war das Kloster kurzzeitig verlassen, bis Fruela I. Arxerico als Abt einsetzte. Der spätere König Alfons der Keusche, wuchs hier auf und versteckte sich hier nach der Ermordung seines Vaters Fruela I. im Jahre 768 vor den Mordplänen seines Onkels Mauregato.
Das Kloster wurde mehrmals vergrößert, besonders nachdem ihm Papst Alexander III. 1175 in einer Bulle Rechte über 105 Kirchen im gesamten Königreich einräumte.
Während des Spanischen Unabhängigkeitskrieges gegen Napoleon zu Beginn des 19. Jahrhunderts diente das Kloster als Lazarett. Durch die Desarmortisationsdekrete von Juan Álvarez Mendizábal wurde das Kloster enteignet und von den Mönchen verlassen. 1880 kehrten sie zurück.
1951 brannten große Teile des Klosters ab, als beim Schnapsbrennen ein Tank voll Alkohol Feuer fing. Nach dem Wiederaufbau entstanden 1957 die Wandgemälde im Kreuzgang, welche das Leben des Heiligen Benedikt zeigen.

## Gemeindegliederung
Die Gemeinde Samos ist in 24 Parroquias gegliedert:
| Parroquias              | Patrozinium    | Einwohner 2024 | Fläche km² | Dichte Einw./km² | Höhe msnm | Ortskennzahl |
| ----------------------- | -------------- | -------------- | ---------- | ---------------- | --------- | ------------ |
| Castroncán              | Santa Marta    | 59             | 2,44       | 24               | 593       | 27055020000  |
| Estraxiz                | Santiago       | 40             | 3,02       | 13               | 593       | 27055040000  |
| Formigueiros            | Santiago       | 37             | 3,47       | 11               | 667       | 27055050000  |
| Freixo                  | San Silvestre  | 22             | 4,53       | 5                | 826       | 27055060000  |
| Frollais                | San Miguel     | 18             | 1,31       | 14               | 521       | 27055070000  |
| Gundriz                 | Santo André    | 37             | 18,96      | 2                | 841       | 27055080000  |
| Loureiro                | Santa María    | 49             | 5,09       | 10               | 675       | 27055090000  |
| Lousada                 | San Martiño    | 36             | 2,66       | 14               | 664       | 27055100000  |
| Montán                  | Santa María    | 34             | 2,14       | 16               | 795       | 27055130000  |
| Pascais                 | Santalla       | 49             | 2,71       | 18               | 604       | 27055140000  |
| Reiriz                  | Santo Estevo   | 57             | 2,33       | 24               | 546       | 27055170000  |
| Renche                  | Santiago       | 120            | 9,90       | 12               | 596       | 27055180000  |
| Romelle                 | San Martiño    | 17             | 2,09       | 8                | 543       | 27055190000  |
| Samos                   | Santa Xertrude | 155            | 3,81       | 41               | 527       | 27055200000  |
| San Cristovo de Lóuzara | San Cristovo   | 82             | 9,65       | 8                | 856       | 27055110000  |
| San Cristovo do Real    | San Cristovo   | 69             | 13,67      | 5                | 589       | 27055150000  |
| San Mamede do Couto     | San Mamede     | 50             | 2,45       | 20               | 591       | 27055030000  |
| San Martiño do Real     | San Martiño    | 27             | 2,72       | 10               | 578       | 27055160000  |
| San Xil de Carballo     | San Xil        | 6              | 2,97       | 2                | 840       | 27055010000  |
| San Xoán de Lóuzara     | San Xoán       | 63             | 12,12      | 5                | 722       | 27055120000  |
| Santalla                | San Xosé       | 41             | 19,82      | 2                | 626       | 27055210000  |
| Suñide                  | Santa María    | 54             | 4,66       | 12               | 550       | 27055220000  |
| Teibilide               | San Xulián     | 40             | 1,42       | 28               | 518       | 27055230000  |
| Zoó                     | Santiago       | 48             | 2,86       | 17               | 710       | 27055240000  |

## Wirtschaft
| Ackerbau, Viehzucht und Fischerei                                                  | 128 | 028,32 |
| Industrie                                                                          | 028 | 06,19  |
| Bauwirtschaft                                                                      | 028 | 06,19  |
| Dienstleistungsbetriebe                                                            | 268 | 059,29 |
| Total                                                                              | 213 | 100,00 |
| * Daten aus dem Statistischen Amt für Wirtschaftliche Entwicklung in Galicien, IGE |     |        |

## Sehenswürdigkeiten
- Kloster San Xulián y Basilisa de Samos, Klosterkomplex im Renaissance- und Barockstil
- Capilla del Salvador / Capilla del Ciprés, Erlöser- oder Zypressenkapelle, 9.–10. Jh., ursprünglich auf dem ummauerten Gelände des Klosters gelegene mozarabische Kapelle im Schatten ein fast tausendjährigen Zypresse

## Feste
- 9. Januar, Fest der Basilissa, Schutzpatronin des Klosters.
- 11. Juli, Fest des Heiligen Benedikt.